# Martin Nielsen (fodboldspiller)
 For alternative betydninger, se Martin Nielsen. (Se også artikler, som begynder med Martin Nielsen)
Martin “Tømrer” Nielsen (født 22. juli 1970 i Bjerringbro, død 25. februar 2023) var en dansk professionel fodboldspiller. I 1994 frem til 2000 spillede han for Viborg FF. Efter at have indstillet karrieren som fodboldspiller drev han tømrerfirma.

## Død
Nielsen blev ramt af aggressiv kræft og døde efter kort tids sygdom 25. februar 2023.
Nielsen blev hyldet med et minuts klapsalver 5. marts 2023 ved Viborg FFs hjemmekamp mod Randers FC, og spillerne fra Viborg spillede kampen iført sørgebind.